# Trevis Gipson
Trevis Gipson (Cedar Hill, 13 giugno 1997) è un giocatore di football americano statunitense che milita nel ruolo di linebacker per i Seattle Seahawks della National Football League (NFL).

## Carriera

### Chicago Bears
Gipson al college giocò a football a Tulsa dal 2015 al 2019. Fu scelto dai Chicago Bears nel corso del quinto giro (155º assoluto) del Draft NFL 2020. Nella sua stagione da rookie disputò 7 partite, mettendo a segno 5 tackle. L'anno seguente disputò la sua miglior stagione, facendo registrare 39 tackle, 7 sack e 5 fumble forzati.
Il 18 settembre 2022 Gipson mise a segno due sack nella sconfitta per 27–10 contro i Green Bay Packers. La sua stagione si chiuse disputando tutte le 17 partite, di cui 10 come titolare, con 31 tackle, 3 sack e 3 passaggi deviati.
Gipson fu svincolato il 29 agosto 2023 prima dell'inizio della stagione regolare.

### Tennessee Titans
Il 31 agosto 2023 Gipson firmò con i Tennessee Titans. Nell'unica stagione con la squadra disputò solamente quattro partite, nessuna delle quali come titolare, con 4 placcaggi e un sack.

### Jacksonville Jaguars
Il 18 marzo 2024 Gipson firmò con i Jacksonville Jaguars.

### Seattle Seahawks
Il 26 agosto 2024 Gipson fu scambiato con i Seattle Seahawks per una scelta degli ultimi giri del draft.

## Vita privata
Il fratello di Gipson, Thomas, è un giocatore di basket professionista.